# Pålarne

Pålarne är en skulptur av Pål Svensson och Arne Isacsson utanför Fjällbacka kyrka i Bohuslän.
Pålarne är utförd i bohusgranit med glaslaminerade akvarellmålningar. Den är fem meter hög och består av sex kuber, som är staplade på varandra. De är förskjutna i förhållande till varandra i en vridande rörelse. 
Kubernas färg varierar i ett medvetet mönster i lodplanet. Stenarna kommer från olika stenbrott i Bohuslän, från Lysekilstrakten och norrut. Stenkuberna är nerifrån och uppåt huggna i:
- blågrön/grå granit från Rabbalshede Tanums kommun
- rent grå granit från Tossene i Sotenäs kommun
- varmt gråbeige granit från Näsinge i Strömstads kommun
- gråröd granit från Evja stenbrott i Sotenäs kommun
- röd granit från Prästtorp, Brastad i Lysekils kommun
- mörkröd granit från Hallindens stenbrott i Hallinden i Lysekils kommun

Skulpturen uppfördes för Tanums kommun och Tanums bostäder AB och invigdes lördagen den 2 maj 2009. Bildkonstnären Suzanne Möller (född 1970) assisterade Arne Isaksson med hans akvarellmonotypier och skulptören Roland Tilajcsik (född 1975) var medhjälpare till Pål Svensson.

## Skulpturens akvarellmålningar
- Vrångstad
- Höstträdgård
- Stenstapel
- Gulgran
- Evja stenbrott
- Myrmark
- Målarens palett
- Vintervik
- Solen och hjulet
- Bottnafjordens inre
- Sagan om urtjur (två målningar)